# Гунтур (вулкан)
Гунтур (индон. Gunung Guntur, сунд. ᮌᮥᮔᮥᮀ ᮌᮥᮔ᮪ᮒᮥᮁ Gunung Guntur) — вулкан на Яве, Индонезия. Является комплексом вулканов. Самый высокий конус под названием Масигит достигает высоты 2249 м. В переводе c местного Гунтур означает Гром.
Гунтур представляет собой единое геологическое образование из нескольких друг друга перекрывающих стратовулканов, располагающихся в 35 км к юго-востоку от города Бандунг. Горы состоят преимущественно из андезитов. Застывшие лавовые потоки извержения 1840 года до сих пор можно заметить на склонах вулкана. Вулкан возвышается над плодородной долиной Гарут, где занимаются выращиванием риса. Окрестности вулкана называют «Яванской Швейцарией» и являются старейшим популярным местом среди туристов. Склоны вулкана лесисты, у его подножий расположен курортный посёлок Ципинас, в котором популярно приготовление пищи на естественной природной «печи», которая выглядит как горячие грязевые источники. Извержения вулкана фиксировались с XVII века, последний раз вулкан активно извергался в середине XIX века. В настоящий момент в кратерах вулкана активны фумаролы. Выброс паров используется для выработки местной электроэнергии.
Начиная с 1690 года вулкан извергался более двух десятков раз. Извержения носили взрывной характер с выбросом вулканических бомб на поверхность, лапилий, потоками лав. Вулкан даёт о себе знать в последнее время в виде колебаний почвы, которые происходили в конце 90-х годов XX века. Подземные толчки ощущались в декабре 2002 года, был указан 2 уровень сейсмичности. Вулканическая пыль поднялась на 3 метра, ощущался тремор в разных районах вулкана. Повышенная сейсмичность и увеличения температуры в кратерах вулканов фиксировались в апреле 2003 года. В настоящий период[когда?] вулкан относится к активным.

## Список вулканических объектов по алфавиту, входящих в комплекс Гунтур
| Название         | Название на английском             | Тип                  | Высота (м.) |
| ---------------- | ---------------------------------- | -------------------- | ----------- |
| Агунг            | Agung                              | Стратовулкан         | 2179        |
| Аякан            | Ajakan [Ayakan]                    | Вулканический кратер |             |
| Гаджах           | Gadjah [Gajah]                     | Стратовулкан         | 2040        |
| Геулис           | Geulis                             | Стратовулкан         | 2191        |
| Джапати          | Japati                             | Стратовулкан         | 2030        |
| Кабуютан         | Kabujutan [Kabuyutan]              | Стратовулкан         | 2048        |
| Масигит          | Masigit                            | Стратовулкан         | 2249        |
| Парапуян         | Parupujan [Parupuyan]              | Стратовулкан         | 2135        |
| Пикунг           | Picung [Pigung]                    | Стратовулкан         | 2081        |
| Сангианг Буруан  | Sangiang Buruan                    | Стратовулкан         | 2062        |
| Сангианг Джариан | Sangiang Djarian [Sangiang Jarian] | Стратовулкан         | 1680        |